# بو دادن
بو دادن  فرآیندی است که در آن با استفاده از حرارت مستقیم و بدون استفاده از روغن و آب (به عنوان انتقال دهنده گان حرارت)، مواد غذایی خشک و پخته می‌شوند. بر خلاف دیگر روش‌های حرارت دهی و پختن خشک، بو دادن به منظور خشکاندن و پختن دانه‌ها (مثل گندم و شاهدانه) و مغزدانه‌ها (مثل پسته و تخمه) استفاده می‌شود. در حین بو دادن باید دانه‌ها را کاملاً مخلوط کرد تا حرارت به صورت یکنواخت به همه آن‌ها منتقل شود.

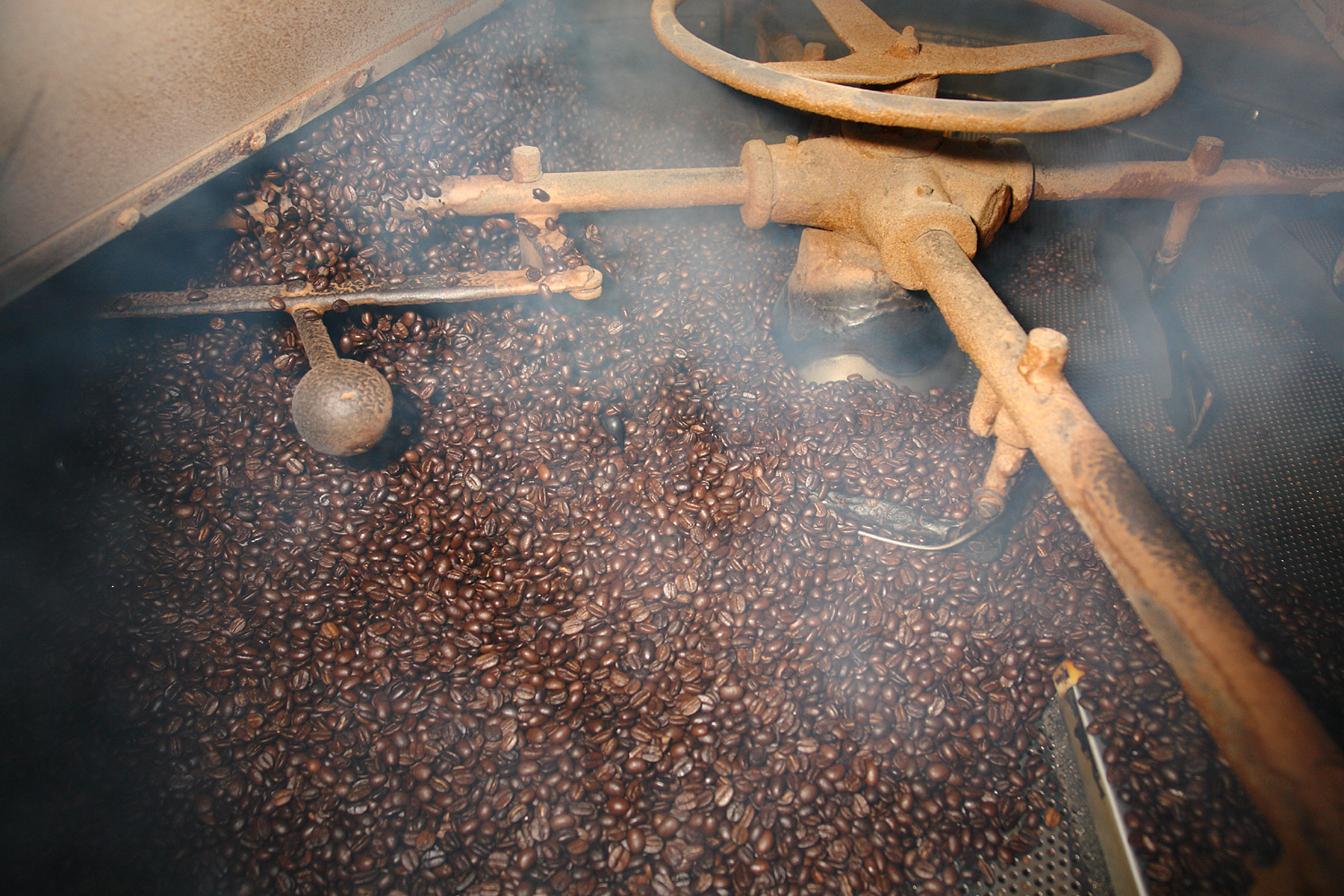
دانه‌های قهوه در حال بو داده شدن

عمل بو دادن را در ماهی تابه‌های گود و دستگاه‌های مخصوص برشته سازی مثل آون توستر و مایکروفر انجام می‌دهند.

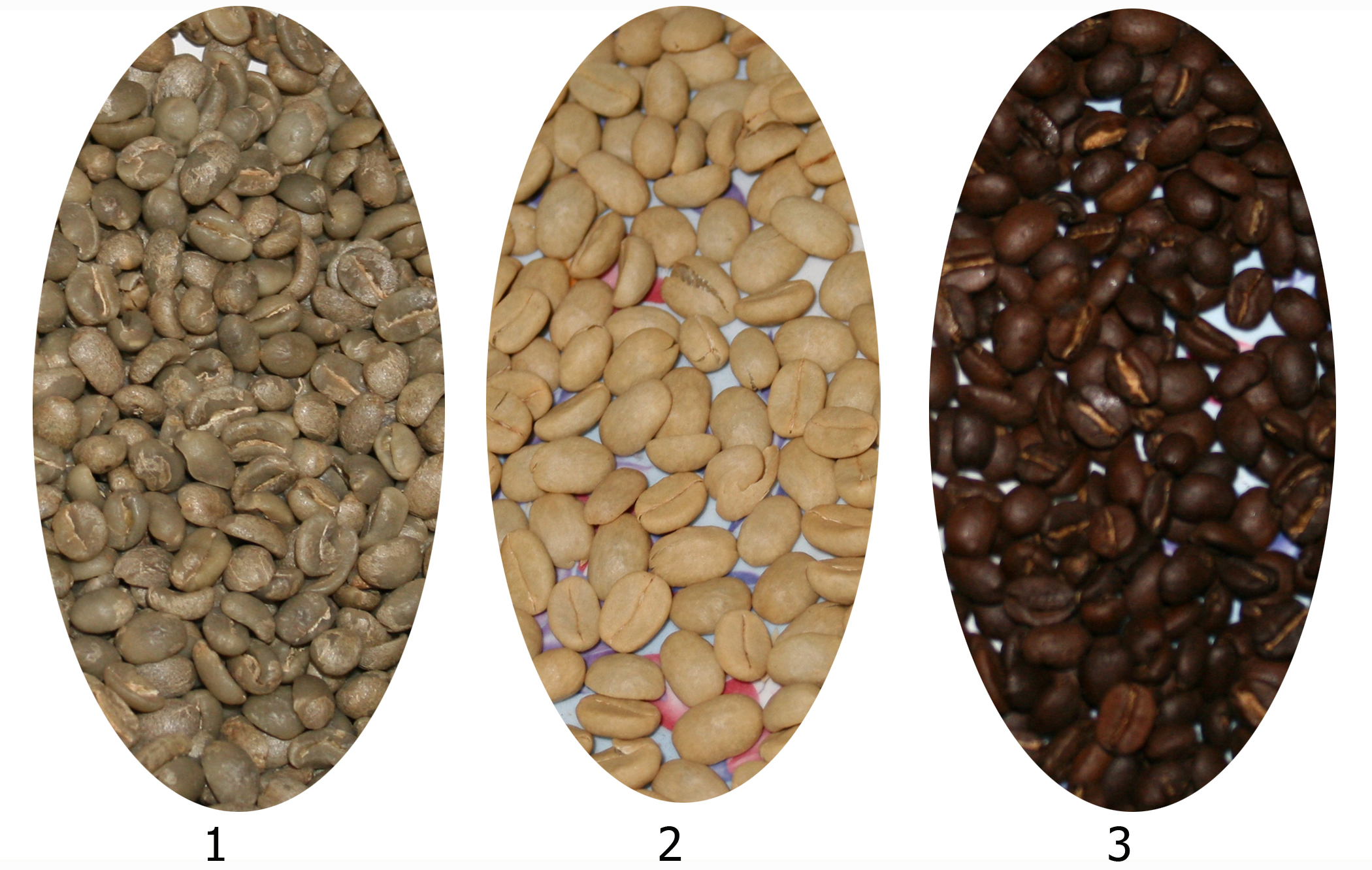
دانه‌های قهوه قبل از بو دادن(۱) در هنگام بو دادن(۲) و پس از بو دادن (۳)

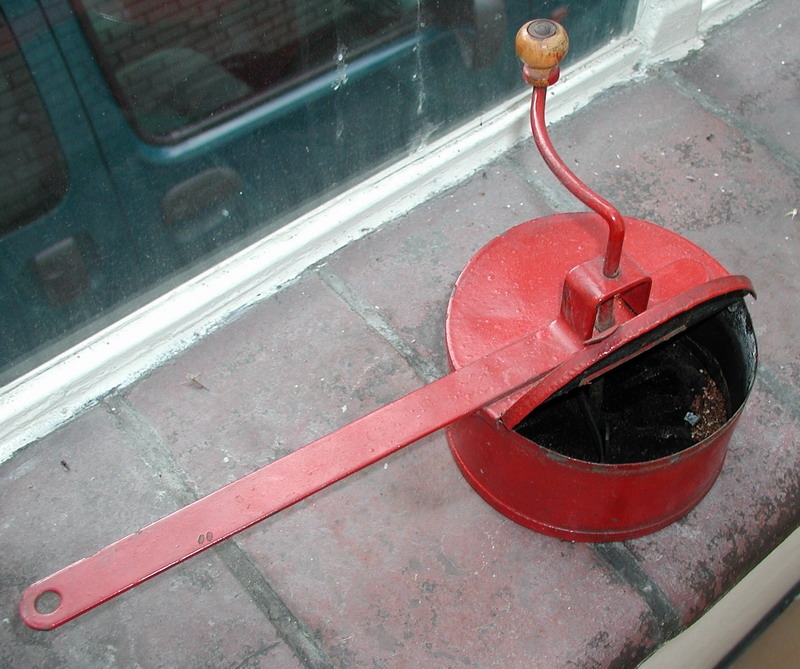
یک وسیله مخصوص بو دادن دانه‌ها و مغزدانه‌ها

فرایند بو دادن یک عملیات شیمیایی است که ترکیبات مولکولی پروتئین‌های مواد غذایی را تغییر می‌دهد، این عمل باعث تغییر طعم و مزه دانه‌ها و مغزدانه‌ها به شکل مطلوب می‌گردد. ادویه‌ها در این فرایند، در افزایش رایحه و عطر مواد غذایی نقش به سزایی را بازی می‌کنند. کره بادام زمینی از بادام زمینی بو داده تهیه می‌شود. چای خشک نیز از بو دادن برگ سبز چای حاصل می‌گردد. انواع قهوه و شکلات نیز به ترتیب از دانه‌های بو داده قهوه و کاکائو تهیه می‌شوند. در ایران مغز دانه‌های بو داده شده به همراه نمک طعام مثل انواع تخمه و پسته بسیار محبوب می‌باشد.